# Thyrostroma
Thyrostroma är ett släkte av svampar. Thyrostroma ingår i familjen Botryosphaeriaceae, ordningen Botryosphaeriales, klassen Dothideomycetes, divisionen sporsäcksvampar och riket svampar.
|             | Fusicoccum                              |
|             |                                         |
|             | Diplodia                                |
|             |                                         |
|             | Macrophoma                              |
|             |                                         |
|             | Dothiorella                             |
|             |                                         |
|             | Macrophomina                            |
|             |                                         |
|             | Microdiplodia                           |
|             |                                         |
|             | Phyllostictina                          |
|             |                                         |
|             | Phyllosticta                            |
|             |                                         |
| Thyrostroma | \| \| Thyrostroma compactum \| \| \| \| |
|             | \| \| Thyrostroma compactum \| \| \| \| |
|             | Aplosporella                            |
|             |                                         |
|             | Botryosphaeria                          |
|             |                                         |
|             | Guignardia                              |
|             |                                         |
|             | Neofusicoccum                           |
|             |                                         |
|             | Dichomera                               |
|             |                                         |
|             | Sivanesania                             |
|             |                                         |
|             | Phomatosphaeropsis                      |
|             |                                         |
|             | Granulodiplodia                         |
|             |                                         |
|             | Discochora                              |
|             |                                         |
|             | Phaeobotryon                            |
|             |                                         |
|             | Auerswaldiella                          |
|             |                                         |
|             | Otthia                                  |
|             |                                         |
|             | Montagnellina                           |
|             |                                         |
|             | Phaeobotryosphaeria                     |
|             |                                         |
|             | Lasiodiplodia                           |
|             |                                         |
|             | Leptoguignardia                         |
|             |                                         |
|             | Neodeightonia                           |
|             |                                         |
|             | Saccharata                              |
|             |                                         |
|             | Neoscytalidium                          |
|             |                                         |
|             | Pseudofusicoccum                        |
|             |                                         |
|             | Thyrostroma compactum                   |
|             |                                         |

|  | Thyrostroma compactum |
|  |                       |